# Drew Martin
Drew Martin (Beaverton, Oregón, 26 de abril de 1994) es un baloncestista estadounidense que se desempeña como ala pívot. El último club en el que jugó fue el Bahía Basket de la Liga Nacional de Básquet de Argentina.

## Trayectoria

### Universidades
| Club                | País           | Clase     | Año         |
| ------------------- | -------------- | --------- | ----------- |
| NMHU Cowboys        | Estados Unidos | Freshman  | 2012 - 2013 |
| NMHU Cowboys        | Estados Unidos | Sophomore | 2013 - 2014 |
| Concordia Cavaliers | Estados Unidos | Red Shirt | 2014 - 2015 |
| Concordia Cavaliers | Estados Unidos | Junior    | 2015 - 2016 |
| Concordia Cavaliers | Estados Unidos | Senior    | 2016 - 2017 |

### Clubes
| Club             | País       | Año         |
| ---------------- | ---------- | ----------- |
| BBC US Hiefenech | Luxemburgo | 2017        |
| Tokyo Cinq Reves | Japón      | 2017 - 2018 |
| Verdirrojo       | Uruguay    | 2018 - 2019 |
| Bahía Basket     | Argentina  | 2019        |
| Toros de Aragua  | Venezuela  | 2019        |
| Bahía Basket     | Argentina  | 2019 - 2020 |